# Lost Inside My Head
Lost Inside My Head is een nummer van de Nederlandse zanger Goldkimono uit 2023.
Het nummer kent een zomers geluid en gaat, zoals titel al doet vermoeden, over jezelf verliezen in je eigen hoofd en helemaal in je eigen bubbel zitten. Dit heeft volgens Goldkimono voordelen, maar kan er ook voor zorgen dat je af en toe uit de bocht vliegt. "Het liedje voelt als een knipoog aan, maar het heeft ook wel een serieuzere kant", aldus Goldkimono. In de beschrijving van de bijbehorende YouTube-video zegt Goldkimono: "'Lost Inside My Head' is een uptempo nummer over het gevoel afgesloten te zijn van de realiteit, opgaan in je eigen gedachten en proberen te navigeren langs de hindernissen van het leven. Het gaat over zich verloren voelen en het contact met de wereld kwijt te zijn en erkennen misschien niet de beste geweest te zijn in het onderhouden van contact met anderen, maar verzekert dat het niet persoonlijk is. Het nummer benadrukt ook een gevoel van acceptatie en veerkracht waardoor het een positieve en hoopvolle toon krijgt". De plaat werd een radiohit in Nederland. Het werd 3FM Megahit en NPO Radio 2 TopSong, maar bereikte slechts de 12e positie in de Tipparade.

## Tracklijst
Muziekdownload
1. "Lost Inside My Head" - 2:41